# Seckendorf (Cadolzburg)

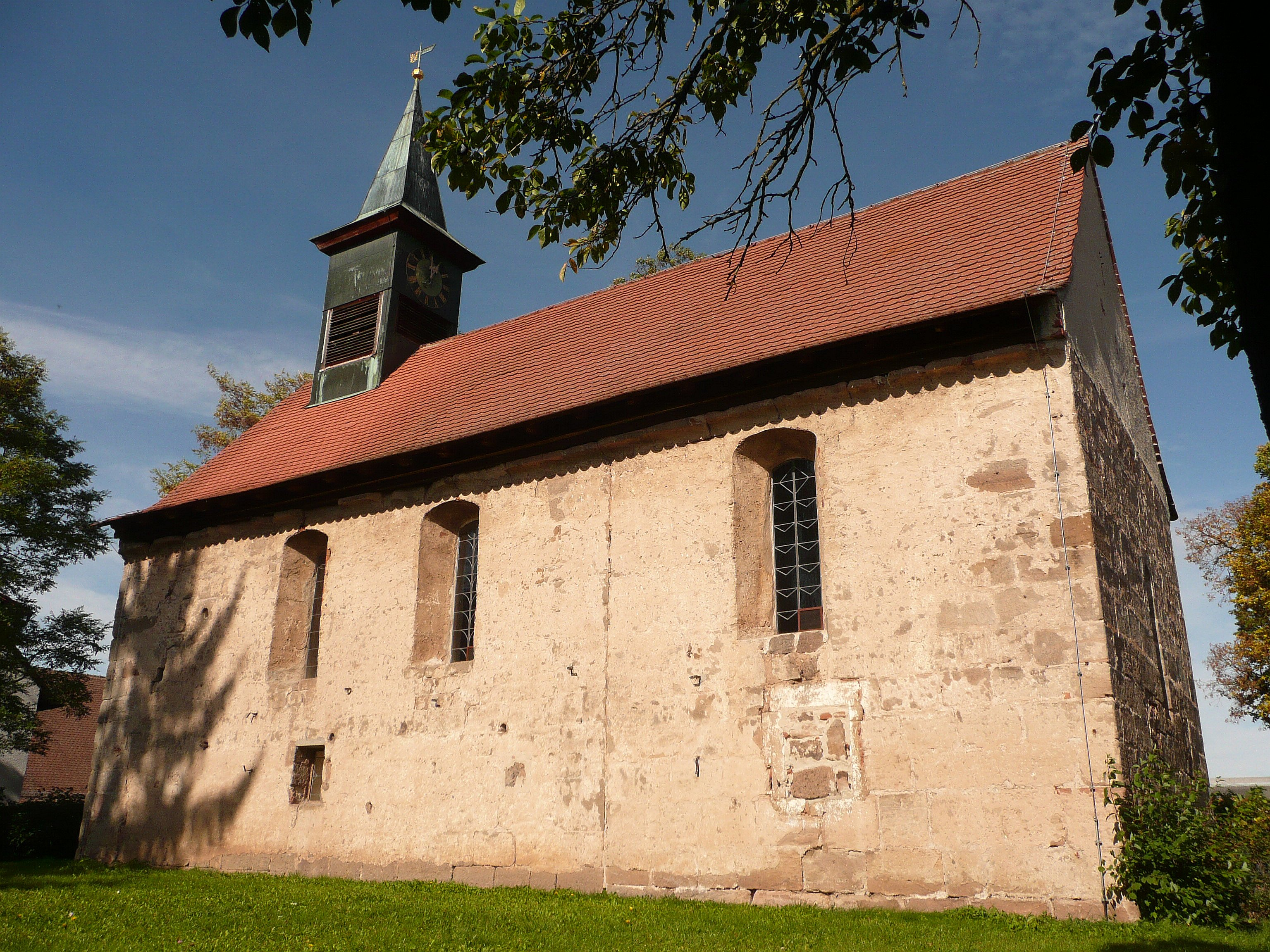
Mittelalterliche Kapelle

Seckendorf (fränkisch: Seggn-doaf) ist ein Gemeindeteil des Marktes Cadolzburg im Landkreis Fürth (Mittelfranken, Bayern). Seckendorf liegt in der Gemarkung Roßendorf.

## Geographie
Das Dorf liegt in einer flachhügeligen Ebene, bestehend aus Acker- und Grünland mit vereinzeltem Baumbestand. Im Südwesten wird die Flur Sauerland genannt. 0,5 km westlich des Ortes liegt das Maienwegholz. Die Kreisstraße FÜ 2 führt nach Schwadermühle zur Staatsstraße 2409 (1,5 km südöstlich) bzw. nach Raindorf zur Kreisstraße FÜ 17 (2,4 km nördlich).

## Geschichte
Seckendorf ist der Ursprung des gleichnamigen Geschlechtes Seckendorff (Burg Seckendorf), das mit Heinrich von Seckendorff am 1. Mai 1254 bzw. mit den Brüdern Arnold, Burkhard und Ludwig von Seckendorff am 16. Oktober 1259 erstmals urkundlich erwähnt wurde. Die Familie ist weit verzweigt und hat für den fränkischen Raum über Jahrhunderte eine prägende Bedeutung. Die Bedeutung des Ortsnamens ist unklar: In Betracht kommt eine Ableitung vom niederdeutschen Wort „segge“ (= Riedgras, Schilf) oder der Personenname Sacco.
Gegen Ende des 18. Jahrhunderts gab es in Seckendorf neun Anwesen. Das Hochgericht und die Dorf- und Gemeindeherrschaft übte das brandenburg-ansbachische Stadtvogteiamt Langenzenn aus. Grundherren waren das Kastenamt Cadolzburg (1 Halbhof), das Gotteshaus Cadolzburg (1 Viertelhof) und die Reichsstadt Nürnberg: Landesalmosenamt (2 Höfe, 2 Halbhöfe, 1 Viertelhof), St.-Klara-Klosteramt (1 Hof, 1 Viertelhof). 1802 gab es im Ort sieben Anwesen.
Von 1797 bis 1808 unterstand der Ort dem Justiz- und Kammeramt Cadolzburg. Im Rahmen des Gemeindeedikts wurde Seckendorf dem 1808 gebildeten Steuerdistrikt Seukendorf und der im selben Jahr gegründeten Ruralgemeinde Horbach zugeordnet.
Seckendorf wurde im Rahmen der Gebietsreform in Bayern als einziger Gemeindeteil der Gemeinde Horbach am 1. Mai 1978 nach Cadolzburg umgegliedert.

### Bau- und Bodendenkmäler
- Burgstall Seckendorf[10]
- Burgkapelle mit mittelalterlichen Fresken[10]

ehemaliges Baudenkmal
- Haus Nr. 6: Erdgeschossiges Wohnstallhaus bestehend aus getünchten Sandsteinquadern, noch 18. Jahrhundert. Verputzter Fachwerkgiebel. Korbbogige Traufseittüre mit flacher Kröpfrahmung, aufgedoppeltem Türflügel und geschnitztem Mittelpfosten; gleichartige Stalltüre zugesetzt.[11]

### Einwohnerentwicklung
| Jahr      | 001818 | 001840 | 001861 | 001871 | 001885 | 001900 | 001925 | 001950 | 001961 | 001970 | 001987 |
| Einwohner | 80     | 105    | 111    | 109    | 116    | 117    | 142    | 218    | 133    | 125    | 128    |
| Häuser    | 13     | 14     |        |        | 20     | 19     | 24     | 24     | 26     |        | 31     |
| Quelle    | [ 13 ] | [ 14 ] | [ 15 ] | [ 16 ] | [ 17 ] | [ 18 ] | [ 19 ] | [ 20 ] | [ 21 ] | [ 22 ] | [ 23 ] |

## Religion
Der Ort ist seit der Reformation evangelisch-lutherisch geprägt und war ursprünglich nach St. Katharina (Seukendorf) gepfarrt, seit der zweiten Hälfte des 19. Jahrhunderts ist die Pfarrei St. Katharina (Seukendorf) zuständig. Die Einwohner römisch-katholischer Konfession waren ursprünglich nach St. Michael (Wilhermsdorf) gepfarrt, heute ist die Pfarrei St. Otto (Cadolzburg) zuständig.

## Aktivitäten
- Am Ortsrand befindet sich das Segelfluggelände Seckendorf, auf dem der Aero Club Fürth ansässig ist.
- Die bis November 2010 bestehende Freiwillige Feuerwehr wurde aufgrund eines Mangels an aktiven Mitgliedern aufgelöst.
- Im Februar 2011 wurde der Feuerwehr- und Dorfverein Seckendorf neu gegründet.